# 崔府君

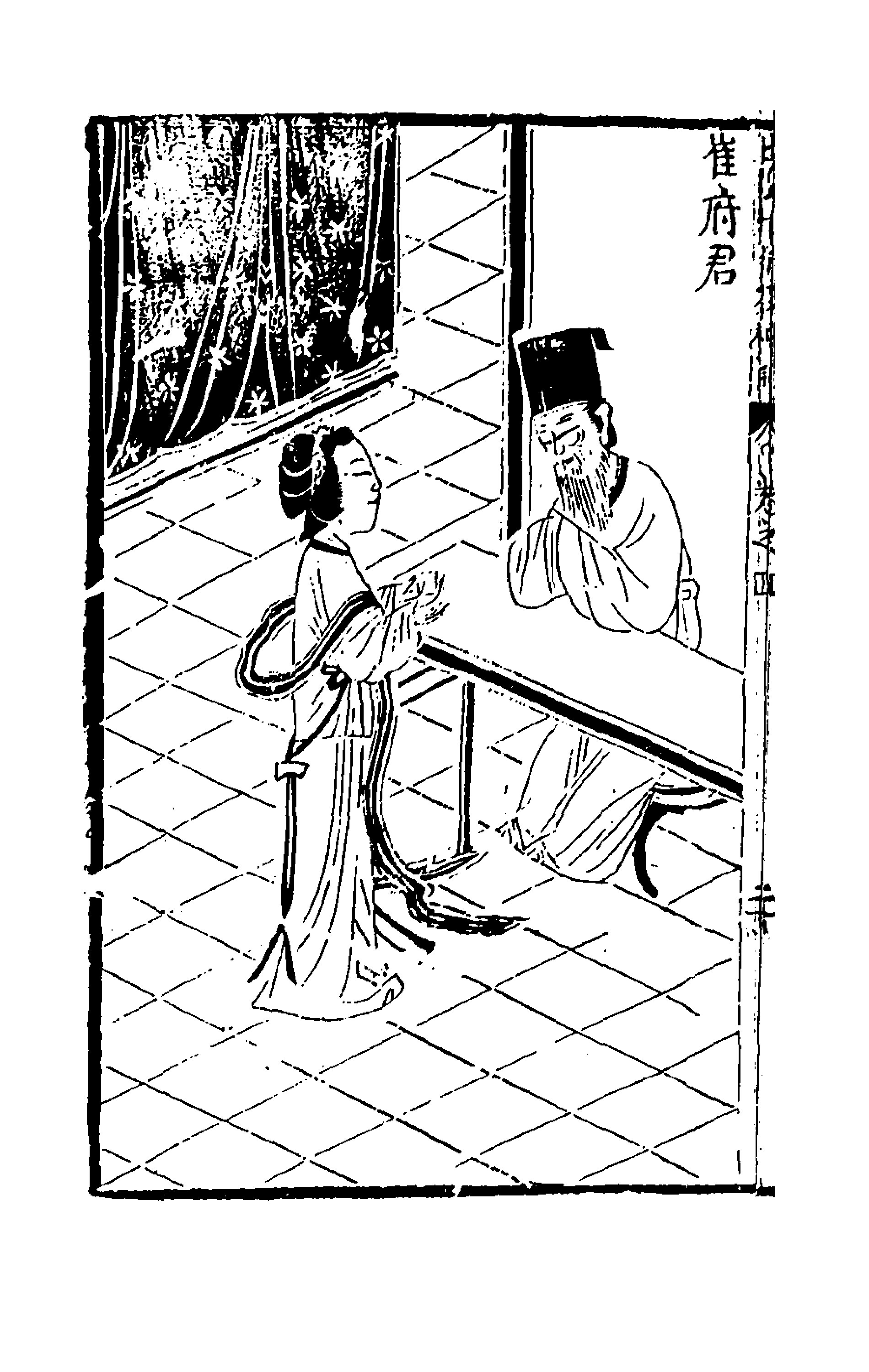
崔府君

崔府君是中國民間信仰中一位神祇，執司幽冥之事。其信仰在華北地區十分常見，亦在傳統小說戲劇中經常出現。唐宋時期對崔府君的記載比較零散，《續資治通鑑長編》稱「失其名」。其姓名身份也有多種說法，一說名瑗，一說名珏、字子玉。至晚到元代中期，整合為今日的崔府君形象。
根據《三教源流搜神大全》的說法，崔府君為祁州鼓城（今河北省晉州市）人，其父名崔讓，世為巨農，品行淳樸善良，為鄉里尊重。他年老無子嗣，遂與妻禱告於北岳祠下。是夜夢見有仙童送二枚美玉，二人吞下後，崔讓之妻便突然懷孕，於是隋大業三年（607年）六月六日生下了崔府君，因此取名子玉。唐貞觀七年（633年）詔舉天下賢才，崔府君被任命為潞州長子縣（今屬山西省）令。他為人正直無私，能洞察秋毫。據說他白天斷陽間之案，夜間能理陰司之事，時人驚異之。鵰黃嶺有猛虎傷人，崔府君派人持符牒將猛虎拘喚到堂，猛虎觸階而死，邑人立生祠祭祀他。
貞觀十七年（643年），遷磁州滏陽（今河北省磁縣）縣令。相傳唐太宗之魂魄被勾至地府，擔任酆都判官的崔府君解脫了他，將其放回陽間。唐太宗遊地府的故事見於唐代敦煌寫本《唐太宗入冥記》，在《西遊記》中亦有提及。崔府君在滏陽令任內有愛惠名，他還斷過楊叟二子負債之寃，斬殺了興風作浪的巨蛇，鄉民為之立祠。後再遷蒲州刺史，死後葬於滏陽。
崔府君之後屢顯神跡，在安史之亂時，他託夢安慰唐玄宗，因此受封靈聖護國侯，建廟祭祀。北宋景祐二年（1035年）加封護國顯應公。元符二年（1099年）晉護國顯應王，後加封護國顯應昭惠王。相傳靖康之難時，康王趙構（後來的宋高宗）為了躲避金兵，曾在磁州的崔府君廟中避難，崔府君顯聖，以泥馬載其渡江逃跑，這就是「泥馬渡康王」的故事。趙構於臨安建立南宋之後為崔府君立廟，賜廟額曰「顯衛」。現代學者認為此是宋高宗藉助其神威以自重，用以彰顯自己即位的正統性。南宋淳熙十三年（1186年）改封真君。南宋一朝，對其信仰頗為興盛，隨著封號升級，其廟漸漸增多，擴張至全國各地，但民間仍以崔府君稱呼之。